# Polemonium grandiflorum
Polemonium grandiflorum är en blågullsväxtart som beskrevs av George Bentham. Polemonium grandiflorum ingår i släktet blågullssläktet, och familjen blågullsväxter. Inga underarter finns listade i Catalogue of Life.